# دبورا کاریگان
دبورا کاریگان (انگلیسی: Deborah Corrigan؛ زاده ۱۵ ژوئیهٔ ۱۹۷۰) یک مانکن زن اهل انگلستان است.